# Ismael Hernández Deras
Ismael Alfredo Hernández, né le 20 février 1964 à Durango, Durango, est un homme politique mexicain. Il est le gouverneur de l'État mexicain de Durango entre 15 septembre 2004 et 14 septembre 2010,.